# بنزوئیل بنزوات
بنزوئیل بنزوات (به انگلیسی: Benzoyl benzoate)
رده درمانی: عوامل موضعی پوستی
اشکال دارویی: پماد

## موارد مصرف
بنزوئیل بنزوات برای درمان شپش و گال (جرب) استفاده می‌شود.

## مکانیسم اثر
دارای خاصیت ضدانگلی است.

## سایر کاربردها
دارای کاربردهای دیگری در صنعت و شیمی است مثلاً به عنوان حلال. متیل ارتو بنزوئیل بنزوات به عنوان نرم‌کننده استفاده می‌شود.

## عوارض جانبی
بثورات جلدی